# Februarie 2018
Acest articol este generat integral pe baza informațiilor din articolul 2018 și este actualizat periodic de un robot.
 Editările făcute în articol vor fi șterse la următoarea actualizare! Dacă doriți să faceți modificări, editați articolul-sursă.

ianuarie -
februarie -
martie -
aprilie -
mai -
iunie -
iulie -
august -
septembrie -
octombrie -
noiembrie -
decembrie
Februarie 2018 a fost a doua lună a anului și a început într-o zi de joi.

## Evenimente

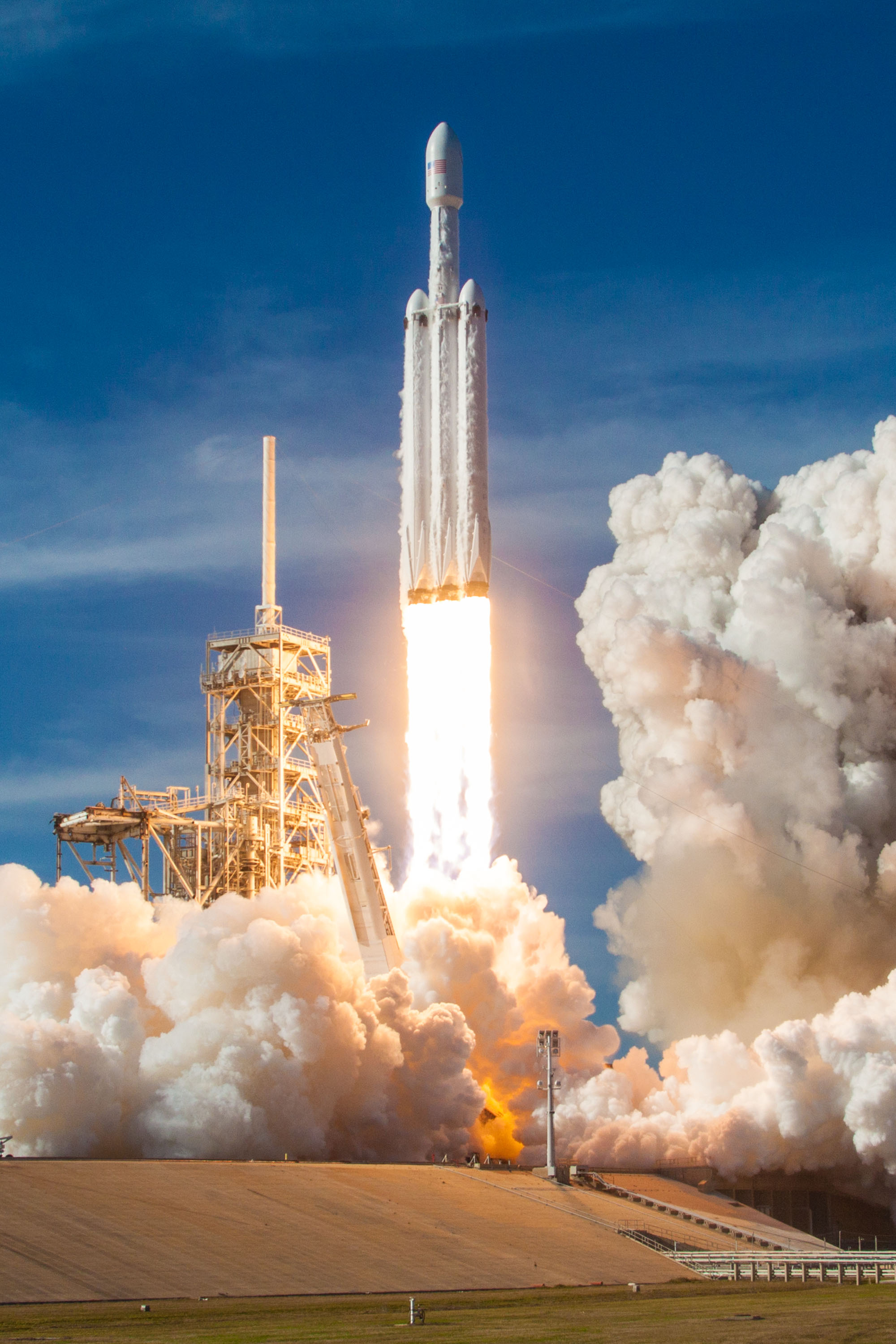
6 februarie: Lansarea rachetei Falcon Heavy.

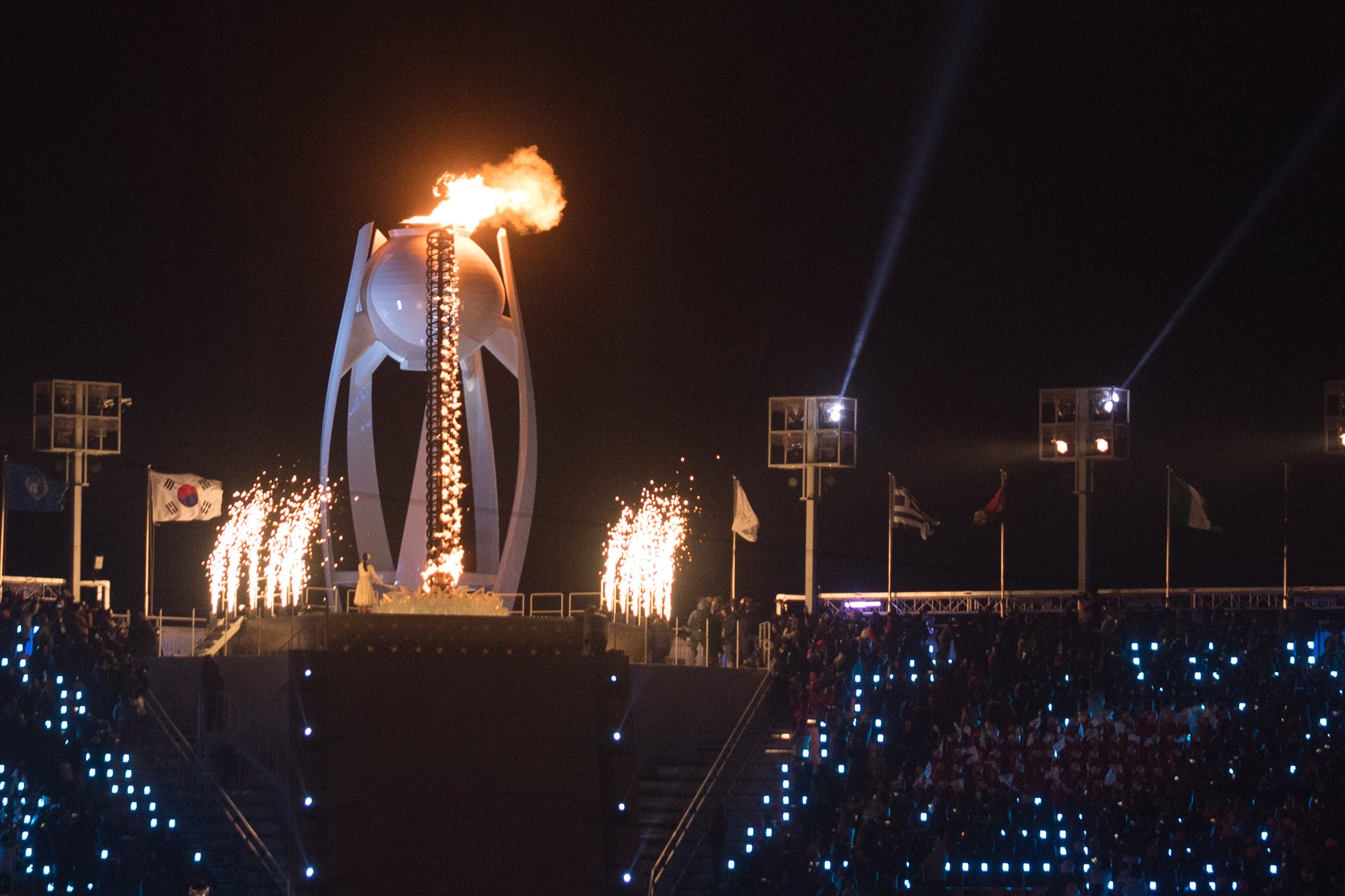
9 februarie: Ceremonia de deschidere a Jocurilor de Olimpice de Iarnă, la Pyeongchang, Coreea de Sud.

- 1 februarie: Revista National Geographic publică un articol despre un grup de cercetare americano-european care a descoperit în jungla Guatemalei ruinele de acum aproximativ 60.000 de ani ale unor structuri aparținând civilizației maya. Cercetatorii au folosit în munca lor tehnologia laserului LIDAR.[1]
- 1 februarie: Centrele pentru Controlul și Prevenirea Bolilor a redus prevenirea globală cu 80% din cauza lipsei de finanțare.[2][3]
- 4 februarie: Nicos Anastasiades (Partidul Conservator și Creștin-Democrat), (DYSY), în vârstă de 71 de ani, a fost reales în funcția de președinte al Ciprului pentru încă un mandat de 5 ani.
- 5 februarie: Indicele bursier Dow Jones au avut o scădere de 1.175 de puncte, cea mai mare după criza financiară din anul 2008.[4]
- 6 februarie: SpaceX a lansat cu succes cea mai puternică rachetă din lume, Falcon Heavy. Racheta, fără echipaj uman, are la bord o mașină electrică Tesla Roadster.
- 9 februarie: Deschiderea Jocurile Olimpice de iarnă de la Pyeongchang (Coreea de Sud). Sportivii din Coreea de Nord și Coreea de Sud au defilat sub același drapel la ceremonia de deschidere. România participă cu o delegație de 28 sportivi, cuprinzând 8 probe olimpice.
- 11 februarie: Un avion de pasageri al companiei ruse Saratov Airlines, cu 71 de persoane la bord, s-a prăbușit la scurt timp după ce a decolat de pe aeroportul Domodedovo din Moscova. Nu există supraviețuitori.
- 14 februarie: Are loc un masacru într-un liceu din Parkland, Florida, Statele Unite, în care au fost ucise 17 persoane și alte 17 au fost rănite. Evenimentul a ajuns să fie cunoscut ca: "masacrul de la liceul Marjory Stoneman Douglas".[5]
- 14 februarie: Controversatul președinte al Africii de Sud, Jacob Zuma, și-a anunțat demisia "cu efect imediat", cedând ordinelor partidului său, Congresul Național African.[6]
- 15 februarie: Hailemariam Desalegn demisionează din funcția de prim-ministru al Etiopiei după un mandat de șase ani, pe fondul tulburărilor în desfășurare din regiunile Oromia și Amhara.[7]
- 16 februarie: Dorin Chirtoacă demisionează din funcția de primar al Chișinăului după mai bine de 10 ani în funcție.
- 22 februarie: Ministrul justiției Tudorel Toader anunță că va declanșa procedura de revocare a Laurei Codruța Kövesi din funcția de procuror-șef al DNA. Anunțul a fost urmat rapid de proteste în câteva orașe mari din țară.[8]
- 25 februarie: Are loc ceremonia de închidere a Jocurilor Olimpice de iarnă. Echipa Norvegiei conduce în clasamentul pe medalii cu 39 medalii (14 aur, 14 argint și 11 bronz), urmată de Germania și Canada.

## Decese
- 1 februarie: Barys Kit, 107 ani, om de știință belaruso-american (n. 1910)
- 2 februarie: Dennis Edwards, 74 ani, cântăreț american de muzică soul și R&B (The Temptations), (n. 1943)
- 2 februarie: Jon Meade Huntsman, 80 ani, om de afaceri și filantrop american (n. 1937)
- 3 februarie: Leon Chancler, 65 ani, baterist de jazz funk, percuționist, compozitor și producător muzical american (n. 1952)
- 4 februarie: Etelka Barsiné Pataky, 76 ani, om politic maghiar, membru al Parlamentului European (2004–2009), (n. 1941)
- 4 februarie: Séamus Pattison, 81 ani, om politic irlandez, membru al Parlamentului European (1979–1984), (n. 1936)
- 6 februarie: Radion Cucereanu, 90 ani, autor de manuale, român (n. 1927)
- 7 februarie: John Perry Barlow, 70 ani, poet, eseist și activist politic american (n. 1947)
- 8 februarie: Marie Gruber, 62 ani, actriță germană de teatru și film (n. 1955)
- 9 februarie: John Gavin (n. John Anthony Golenor), 86 ani, actor american de film (n. 1931)
- 10 februarie: Andrei Avram, 87 ani, lingvist român (n. 1930);
- 10 februarie: Alan R. Battersby, 92 ani, specialist britanic în chimie organică (n. 1925)
- 12 februarie: Tănase-Pavel Tăvală, 89 ani,  senator român (1992-1996), (n. 1928)
- 12 februarie: Andrei Timuș, 96 ani, academician, doctor habilitat în economie, profesor universitar din R. Moldova (n. 1921)
- 13 februarie: Florin Nicolae Diacu, 58 ani, matematician român (n. 1959)
- 13 februarie: Dobri Dobrev, 103 ani, ascet (pustnic) bulgar (n. 1914)
- 13 februarie: Henrik, Prinț Consort al Danemarcei (n. Henri Marie Jean André de Laborde de Monpezat), 83 ani, nobil danez născut în Franța (n. 1934)
- 14 februarie: Zoltán Kallós, 91 ani, folclorist maghiar din Transilvania (n. 1926)
- 15 februarie: Sergiu Singer, 89 ani, arhitect, scenograf, scriitor și gastrozof de etnie română (n. 1928)
- 16 februarie: Arsenie Voaideș, 67 ani, arhimandrit ortodox român (n. 1951)
- 17 februarie: Vasili Krîlov, 71 ani, biolog rus (n. 1947)
- 19 februarie: Paul Urmuzescu, 89 ani, compozitor român (n. 1928)
- 19 februarie: Serghei Litvinov, atlet sovietic (n. 1958)
- 21 februarie: Billy Graham (n. William Franklin Graham, jr.), 99 ani, evanghelist creștin, pastor de orientare baptistă de sud (n. 1918)
- 22 februarie: Richard Edward Taylor, 88 ani, fizician american de etnie canadiană, laureat al Premiului Nobel (1990), (n. 1929)
- 27 februarie: Quini (Enrique Castro González), 68 ani, fotbalist spaniol (atacant), (n. 1949)
- 28 februarie: Liviu Leonte, 88 ani, critic și istoric literar român (n. 1929)
- 28 februarie: Ștefan Tașnadi, 64 ani, sportiv român (haltere), laureat cu medalia de argint (1984), (n. 1953)